# Sturgis (Saskatchewan)
Sturgis es un pueblo canadiense situado en la provincia de Saskatchewan.

## Superficie
Sturgis tiene una superficie de 3,15 km².

## Demografía
En 2021, tenía 646 habitantes, una densidad poblacional de 205,1 hab./km², y 333 viviendas.